# Дечје новине „Ђачки напредак”
Дечје новине "Ђачки напредак" биле су први прави дечји часопис у Лесковцу. Излазиле су од 1905. до 1914. године.

## Изглед и садржина
Формат часописа био је 23 са 15,5 центиметара. Излазио је на 16 страна два пута месечно. Био је богато илустрован цртежима и фото-клишеима. 
Објављиване су песме, приче, поучни састави, историјски чланци, репортаже, народне песме и приповетке, прикази дечјих књига и листова. У њему је било питалица, загонетки, пословица, ребуса и скривалица. Специјални део, "Напретков гласник", служио је за вести из Лесковца, земље и иностранства. Објављивани су преводи са шест језика: руског, немачког, италијанског, француског, шведског и чешког.

## Историјат
Први број изашао је из штампе 1. јануара 1905. године, а одштампан је у Нишу. Коштао је 0,10 динара, а годишња претплата износила је 2 динара. Издавач и власник био је лесковачки учитељски колегијум, а уређивао га је специјални одбор састављен од учитеља. Главни уредник је у почетку био Крста Димитријевић, а касније су се смењивали Милан Поповић и Владимир К. Петровић. Касније је штампан у Лесковцу и Београду. Имао је велики тираж, 1910. године чак 4000 примерака, а сарадници су били не само из Србије већ и из околних земаља.